# Vanhouttea
Vanhouttea es un género con 9 especies de plantas herbáceas de la familia Gesneriaceae. Es originario de América.

## Descripción
Son arbustos o subarbustos, con raíces fibrosas (sin tubérculos o rizomas) . Las hojas opuestas. Corola tubular, cilíndrica de color roja. Nectario, de 5 de glándulas individuales (a veces conectado a la base por un anillo estrecho). Ovario semi -inferior. Fruto una cápsula bivalva.

## Distribución y hábitat
Se distribuyen por el sureste de Brasil donde se encuentra en las rocas húmedas en elevaciones más altas (hasta 1600 metros). 

## Etimología
El nombre del género fue otorgado en honor de Louis Benoît Van Houtte (1810-1876), un reconocido holticulturista belga y editor de la "Flore des Serres et des Jardins de l'Europe".

## Especies
| - Vanhouttea bradeana - Vanhouttea calcarata - Vanhouttea fruticulosa - Vanhouttea gardneri - Vanhouttea lanata | - Vanhouttea leptopus - Vanhouttea mollis - Vanhouttea salviaefolia - Vanhouttea salviifolia |